# Dicladocera submacula
Dicladocera submacula är en tvåvingeart som först beskrevs av Walker 1850.  Dicladocera submacula ingår i släktet Dicladocera och familjen bromsar.
Artens utbredningsområde är Colombia. Inga underarter finns listade i Catalogue of Life.